# Teoria del lavoro di acquisto della proprietà
La teoria del lavoro di acquisto della proprietà (conosciuta anche come argomento del diritto naturale di proprietà) è una teoria di legge giusnaturalista che sostiene che la proprietà originariamente proviene dallo sforzo del lavoro sulle risorse naturali. Similmente alla specificazione, la teoria proposta da John Locke (1632–1704), giustifica l'acquisto della proprietà a titolo originario tramite il lavoro umano.

## Passo deIl secondo trattato sul governo
(John Locke, Due trattati sul governo, Il secondo trattato sul governo. Saggio concernente la vera origine, l'estensione e il fine del governo civile, Cap. V § 27)

## Il contesto
Locke scrisse le sue teorie legali precedentemente la prima rivoluzione Industriale (circa 1760–1840), di conseguenza è anacronistico affermare che Locke formulò le sue teorie con l'obiettivo di fare l'interesse degli industriali. Le idee di Locke furono effettive solo per un certo periodo di tempo, nell'artigianato, finché l'industrializzazione portò a radicali cambiamenti nell'organizzazione sociale e produttiva.
Ai tempi di Locke le istituzioni feudali erano ancora discernibili, tanto che lo stesso Locke redasse (precedentemente ai Due trattati sul governo) dei documenti per conto della nobiltà (e.g., il III conte di Shaftesbury). Le Costituzioni Fondamentali della Nord Carolina sono un esempio celebre, perché vennero redatte in parte da Locke. Lo storico Holly Brewer, tuttavia, afferma che Locke fosse soltanto un segretario, difatti gli autori (ufficiali) e i firmatari del documento sono appunto gli otto baroni a cui Carlo II aveva affidato le colonie. La Costituzione istituì un'aristocrazia di tipo feudale, in cui otto baroni avrebbero posseduto il 40% delle terre della colonia, e solo un barone poteva essere governatore.
Dopo la Gloriosa rivoluzione (1688–1689), Locke pubblicò i Due trattati sul governo, che costituiscono la giustificazione giuridica e politica a posteriori di essa; Locke confuta le tesi patriarcaliste di Sir Robert Filmer, sviluppando nuovi istituti giuridici mantenendo le premesse bibliche (i.e., la comunione originaria della terra).

## L'appropriazione originaria

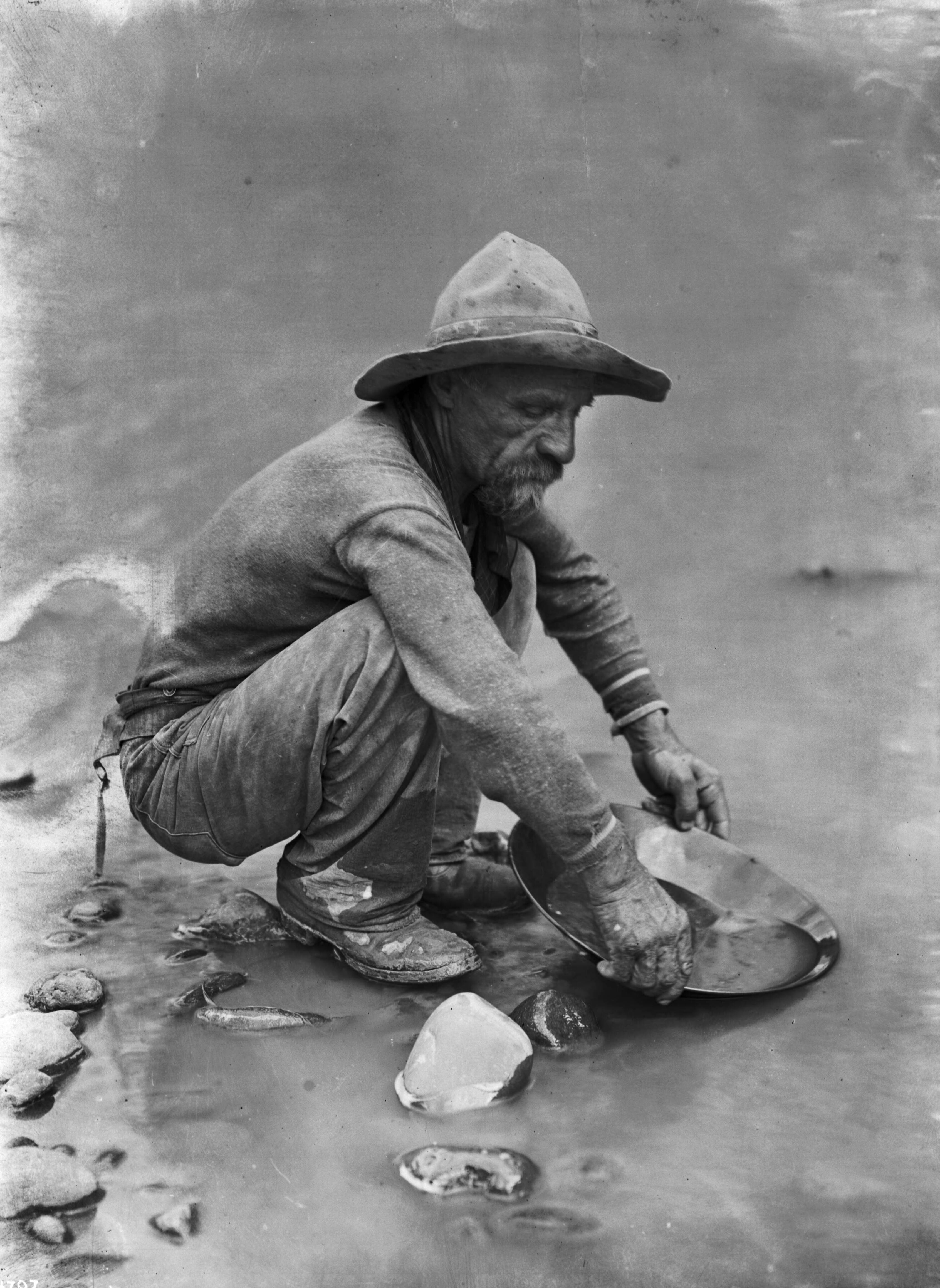
Prospettore rimuove dell'oro dalla “condizione comune in cui la natura l’ha collocato” (California, 1850)

Locke sostenne che il fondamento della proprietà individuale doveva essere cercato nel lavoro che viene impiegato per impadronirsi di una cosa o per trasformarla e valorizzarla economicamente, seguendo l'argomento che i frutti del proprio lavoro sono i propri perché si ha lavorato per essi.
Secondo Norberto Bobbio, Locke, non accoglie l'occupazione: l'occupazione era un modo di acquisto originario da res nullius (i.e., le cose non appartenevano originariamente a nessuno). Per Locke, che seguiva gli scrittori giusnaturalisti precedenti, le cose del mondo esterno erano, nello stato di natura, res communes (i.e., le cose appartenevano originariamente a tutti). La situazione originaria nello stato di natura era caratterizzata non dall'assenza di proprietà, ma dall'universale titolarità delle cose (i.e., una comproprietà). Il passaggio a un regime di proprietà individuale avveniva dunque non attraverso un processo di occupazione, ma essenzialmente attraverso un processo di specificazione.
Il fatto che Locke partisse da una considerazione delle cose nello stato di natura come res communes anziché res nullius, è espressa in più cenni come il seguente:
la proprietà di qualche parte di ciò che Dio ha concesso agli uomini 
in comune, e ciò senza un contratto espresso tra i membri della 
comunità»
(John Locke, Due trattati sul governo, Il secondo trattato sul governo. Saggio concernente la vera origine, l'estensione e il fine del governo civile, Cap. V § 25)
Locke inoltre giustifica la proprietà terriera (nei limiti da lui stabiliti), rifiutando l'ipotesi che la proprietà derivi dal consenso, perché se un uomo per appropriarsi dei frutti della terra e per nutrirsi avesse dovuto attendere il consenso di tutto il genere umano, «sarebbe morto di fame, nonostante l’abbondanza che Dio gli ha dato».
La proprietà terriera implica per l’uomo un ulteriore dovere: lavorarla per non lasciarla incolta e infruttuosa. La legge naturale impedisce di sprecare o distruggere ciò che si sottrae al patrimonio comune dell’umanità. La conseguente produttività della terra, causerà il soddisfacimento delle necessità di un altro uomo, migliorando la qualità della vita rispetto a prima che le terre venissero coltivate, giustificando quindi l'istituto.
Locke utilizza il termine commons per riferirsi a due distinte realtà: la prima costituita dai beni comuni nello stato di natura, la seconda quella costituita invece dai beni demaniali che all’interno di uno Stato si decide per legge di mantenere comuni. Questi beni non possono divenire proprietà individuale se non attraverso un ulteriore patto che ne modifica lo status giuridico; il fatto che non possano divenire proprietà privata non esclude che, per esempio, si possa raccogliere la legna in un bosco lasciato ad uso pubblico.

## La condizione di sufficienza
La condizione di sufficienza (chiamata anche clausola limitativa della proprietà o clausola limitativa lockiana) sostiene che gli individui hanno il diritto di mantenere la proprietà privata dalla natura lavorando su di essa, ma che possono farlo «finché ne rimane abbastanza e altrettanto buono per gli altri» (vedi prima intestazione). Ad esempio, qualcuno non ha il diritto di appropriarsi dell'unica fonte d'acqua in un deserto.
Questa condizione stabilita da Locke è coerente con la visione dello stato di necessità degli altri teorici giusnaturalisti, come ad esempio Tommaso d'Aquino (vedi Omnia sunt communia) che affermava:
la roba altrui, resa comune per lui dalla necessità.»
(Somma Teologica, II-II, q. 66: Il furto e la rapina, art. 7: Se sia lecito rubare per necessità. Traduzione italiana: Ed. Salani 1956 / EDS Edizioni Studio Dominicano Bologna.)
Alan John Simmons ritiene che la condizione di sufficienza conduce a giustificare una qualche forma di social welfare. Per Karl Widerquist l'estensione logica della clausola di Locke è l'adempimento tramite ricambio o indennizzo: le tre possibili opzioni sono le opportunità di mercato, i servizi pubblici e il denaro. Che Locke intedesse questo, o altro, non è dato a sapersi. Nel 1697 pubblicò un piano di riforma delle poor laws per reprimere il vagabondaggio e fornire assistenza ai poveri meritevoli, cioè laboriosi.

## Il diritto d'autore
La teoria della proprietà di Locke è stata utilizzata anche per giustificare la proprietà intellettuale. La teoria del lavoro del diritto d'autore è una delle teorie più importanti sul tema, tra le altre come l'incentivo e le teorie della personalità. Una delle ragioni della sua popolarità e dell'uso diffuso nella giustificazione della legge sul copyright è che gli argomenti utilizzati in questa teoria fanno parte del discorso giurisprudenziale sulla proprietà intellettuale da molto tempo. Ciò è particolarmente vero in giurisdizioni come gli Stati Uniti, dove questi argomenti hanno trovato base in diverse legislazioni e disposizioni costituzionali.
Locke riconobbe espressamente l'istituto della proprietà intellettuale, riconoscendo il diritto d'autore nel 1695. Locke propose inoltre un emendamento al Parlamento in base al quale ogni nuovo statuto sulla stampa doveva espressamente «garantire la proprietà dell'autore sulla sua copia, o su chi l'ha trasferita».

## Le interpretazioni

### Interpretazione anticapitalista

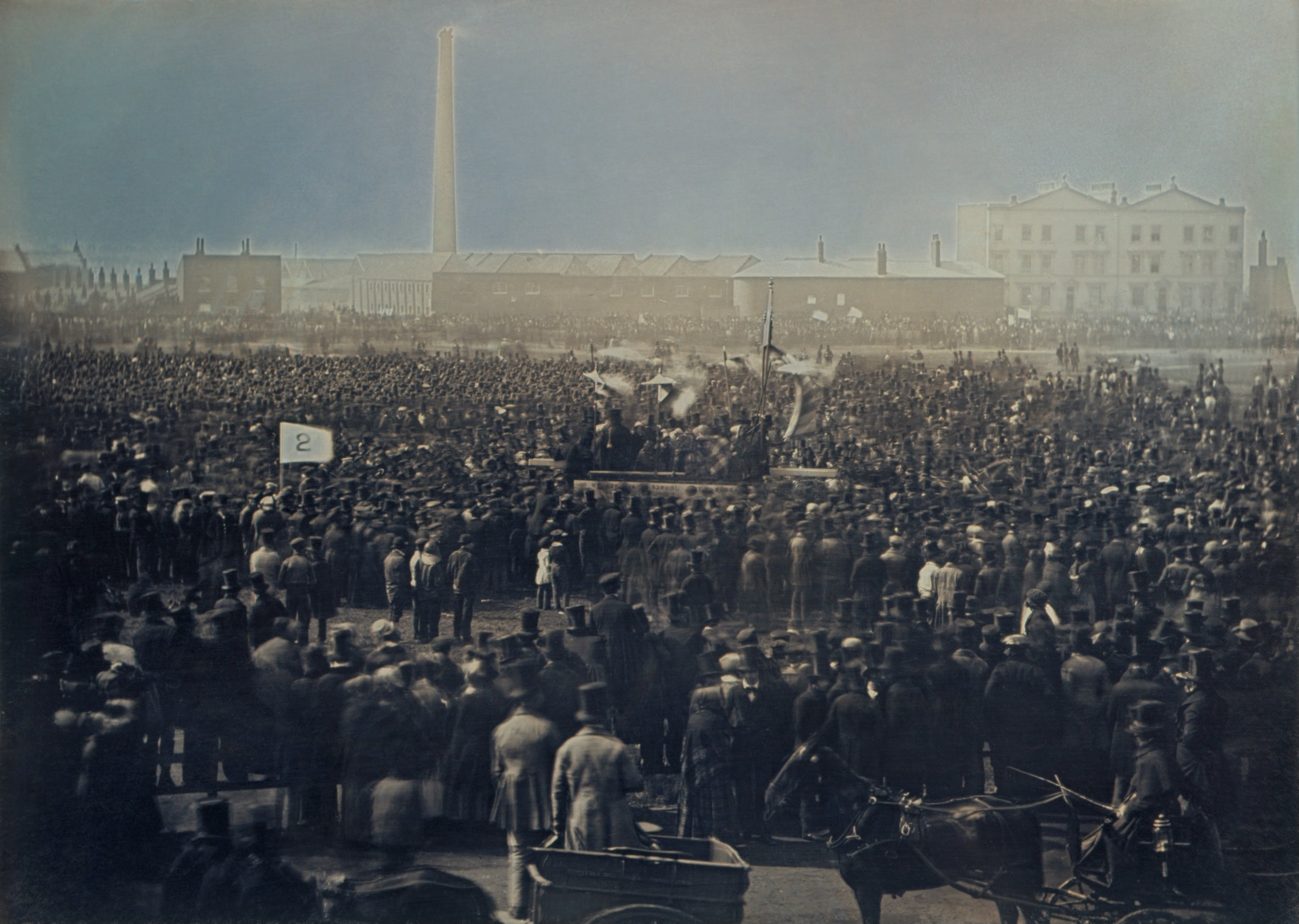
Il movimento cartista in parte influenzato da William Thompson (Grande Assemblea Cartista, Kennington Common, Londra, 1848)

L'argomento del diritto naturale di proprietà, giustificato tramite la fatica del lavoratore, fu ripreso da più autori tra i quali: il whig Thomas Hodgskin (autore di Difesa del lavoro contro le pretese del capitale ovvero dimostrazione dell'improduttività del capitale, 1825 e Il Diritto Naturale alla Proprietà, 1832) e l'utilitario William Thompson (autore de Il Lavoro Premiato. Le Richieste del Lavoro e del Capitale conciliate: o, come assicurare al lavoro l'intero prodotto delle sue fatiche). Questi autori sostennero l'argomentazione di Locke per il motivo anticapitalista, secondo loro i lavoratori ottenevano la proprietà del prodotto attraverso la specificazione. Simili argomentazioni verranno poi riprese da Pierre-Joseph Proudhon nel saggio Che Cos'è la Proprietà?:
[...] Questa è la mia proposizione: Il lavoratore conserva, anche dopo aver ricevuto il suo salario, un diritto naturale di proprietà sulla cosa che ha prodotto.»
(Pierre-Joseph Proudhon, Che Cos'è la Proprietà? Cap. III § 5)

Emblema di Industrial Workers of the World con il motto: «Il lavoro ha diritto a tutto ciò che produce»

Negli Stati Uniti, il socialista libertario Benjamin R. Tucker, sarà promotore (tramite il periodico Liberty) delle idee già diffuse da Hodgskin, Thompson, Proudhon e altri autori; In risposta a J. M. L. Babcock, Tucker affermò:
(Benjamin R. Tucker, Instead of a Book. Cap. II)

### Interpretazione capitalistica
Per Crawford Brough Macpherson, Locke non avanza semplicemente una difesa della proprietà privata, ma una vera e propria ideologia a giustificazione dello sviluppo capitalistico. Questa interpretazione è sostenuta, in parte, anche da Ellen Meiksins Wood.

### Interpretazione cristiana
James Tully, in contrasto con Macpherson che acronisticamente fa di Locke un sostenitore dell'economia capitalista, propone una lettura di Locke che lo ricolloca nel contesto delle teorie giusnaturaliste di Tommaso d’Aquino, Suarez, Grozio e Pufendorf, e giustifica i processi di appropriazione nei limiti dei doveri cristiani di carità e liberalità, sottolineando la funzione sociale della proprietà.

### Interpretazione colonialista
Ellen Meiksins Wood sostiene che Locke fornisce anche una giustificazione per l'esproprio delle terre indigene. L'idea che rendere produttiva la terra sia alla base dei diritti di proprietà stabilisce il corollario che il mancato miglioramento della terra può comportare la perdita dei diritti di proprietà. Secondo la teoria di Locke, "anche se la terra è occupata da popoli indigeni, e anche se essi stessi ne fanno uso, la loro terra è ancora aperta alla legittima espropriazione coloniale". L'economista John Quiggin interpreta le teorie dei diritti di proprietà di Locke nel contesto del suo sostegno alla schiavitù dei "prigionieri catturati in guerra", come giustificazione filosofica per la riduzione in schiavitù degli africani neri e per l'espulsione o l'uccisione dei nativi americani da parte dei primi coloni americani per ottenere le loro terre.

## I successivi sviluppi

### Gli sviluppi contro il capitalismo
David Ellerman crede che le teorie marxiste (es: la teoria del valore di Marx) abbiano portato i critici del capitalismo fuoristrada. Secondo Ellerman l'ascesa del marginalismo ha fatto sì che la teoria del valore diventasse "l'arma preferita" dell'economia ortodossa. Ellerman ha sviluppato, sulla scia di Thomas Hodgskin (1832) e Pierre-Joseph Proudhon (1840), una teoria alternativa del lavoro della proprietà, che è essenzialmente l'applicazione teorica della proprietà del principio giuridico della responsabilità: imputare la responsabilità legale in base a chi è effettivamente responsabile. Secondo Ellerman la sua teoria confuta il mito secondo il quale "i diritti sui prodotti fanno parte dei diritti sul capitale". L'errore nel capitalismo sta nel fatto che non ci sia nessuna suddivisione del prodotto in termini di diritti di proprietà. Così una parte legale si appropria sia del prodotto positivo che del prodotto negativo, la cui somma costituisce il "prodotto intero".

### Gli sviluppi a favore del capitalismo
Robert Nozick ha sviluppato una teoria della proprietà simile a quella di Locke chiamata "teoria del titolo valido" (o in inglese: "entitlement theory"), basata sulla giustizia distributiva. La teoria del titolo valido comprende tre principi primari: a) principio di giustizia nell'acquisizione; b) principio di giustizia nei trasferimenti; c) principio di rettificazione dell'ingiustizia.

## La critica
Jean-Jacques Rousseau in seguito ha criticato Locke nel Discorso sulla disuguaglianza, dove sostiene che l'argomento del diritto naturale non si estende alle risorse che non si sono create (i.e., la terra). Entrambi i filosofi sostengono che la relazione tra lavoro e proprietà riguarda solo la proprietà che era significativamente inutilizzata prima che tale lavoro avesse luogo.
Immanuel Kant respinse l'idea di Locke secondo cui il lavoro può trasformare la comunione in proprietà privata, riconoscendo, però, che quest'ultima non è pensabile senza una precedente comunione della terra (communia fundi originaria). L'individuo, per sfruttare la terra, deve averla in suo possesso, perciò Kant conclude che deve essere possibile «avere come mio un qualunque oggetto del mio arbitrio». La proprietà privata può coesistere con la libertà di tutti secondo una legge universale; secondo Kant un approccio differente negherebbe la libertà stessa.
Il giurista e filosofo Jeremy Waldron ritiene che Locke abbia commesso un errore di categoria, in quanto solo gli oggetti possono essere mescolati con altri oggetti e il lavoro non è un oggetto, ma un'attività.

### Esplicative
1. ↑  ❧ Locke morì nel 1704.
2. ↑  ❧ Genesi 1:28
3. ↑  ❧ Locke non fa alcun riferimento esplicito all'istituto della specificazione
4. ↑  ❧ Nella lingua italiana entrambi gli eponimi "lockiano" e "lockeiano" sono corretti.

### Bibliografiche/sitografiche
1. ↑  Becker, pp. 653-664.
2. ↑  Mack, pp. 53-78.
3. ↑  Bobbio, pp. 163-165.
4. ↑   Paul K. Crosser, Ideologies and the American School. Ideologies on Occupation and Types of American Schools-Approach to an Inquiry, in Social Forces, vol. 19, Oxford University Press, dicembre 1940.
«Locke's social views were effective for some time because the industrial revolution was not yet discernible and the occupational pattern rested on the traditional artisan technology, the static character of which made it easy to preserve the established social bonds.»
5. ↑  (EN) Vicki Hsueh, Giving Orders: Theory and Practice in the Fundamental Constitutions of Carolina, in Journal of the History of Ideas, vol. 63, n. 3, 2002,  p. 427, DOI:10.1353/jhi.2002.0024. URL consultato il 3 giugno 2022.
6. ↑  (EN) David Armitage, John Locke, Carolina, and the Two Treatises of Government, in Political Theory, vol. 32, n. 5, 2004-10,  pp. 602-627, DOI:10.1177/0090591704267122. URL consultato il 3 giugno 2022.
7. ↑  (EN) Holly Brewer, Slavery, Sovereignty, and “Inheritable Blood”: Reconsidering John Locke and the Origins of American Slavery, in The American Historical Review, vol. 122, n. 4, 1º ottobre 2017,  p. 1052, DOI:10.1093/ahr/122.4.1038. URL consultato il 3 giugno 2022.
8. ↑  Zinn, p. 47.
9. ↑  Locke, Introduzione, pp. 19-28.
10. ↑  Bobbio, pp. 163-167.
11. ↑  Locke, pp. 45-46.
12. ↑  Locke, p. 46.
13. ↑  Locke, pp. 46-47.
14. ↑  Per condizione di sufficienza:

  - (EN) Daniel M. Layman, Sufficiency and Freedom in Locke's Theory of Property, in European Journal of Political Theory.
«This norm has variously been called the “sufficiency restriction”»
  - (EN) Andrew Molas, Discussing the Sufficiency Condition in Locke’s Second Treatise of Government (PDF), University of Toronto (archiviato dall'url originale il 5 febbraio 2020).
  - (EN) Jeremy Waldron, NOZICK AND LOCKE: FILLING THE SPACE OF RIGHTS, in Social Philosophy and Policy, vol. 22, n. 1, 2005-01,  pp. 81-110, DOI:10.1017/S026505250504104X. URL consultato il 23 maggio 2022.
  - (EN) Susan P Liebell, The Text and Context of “Enough and as Good”: John Locke as the Foundation of an Environmental Liberalism, in Polity, vol. 43, n. 2, 1º aprile 2011,  pp. 210-241, DOI:10.1057/pol.2010.28. URL consultato il 23 maggio 2022.
  - (EN) Alex Tuckness, Locke’s Political Philosophy, Winter 2020, Metaphysics Research Lab, Stanford University, 2020. URL consultato il 24 maggio 2022.
15. ↑   Lorenzo Bertolone, Lo stato di natura: il mondo prepolitico per Hobbes e Locke | Diritto e società - Il Chiasmo | Treccani, il portale del sapere, su treccani.it, Istituto della Enciclopedia Italiana (Il Chiasmo). URL consultato il 23 maggio 2022.
«Il filosofo inglese colse però il rischio di una eccessiva cupidigia insita nell’animo umano e per questo invitò, attraverso la “clausola limitativa della proprietà”, a non privare gli altri di beni desiderabili»
16. ↑  Nozick, p. 191.
17. ↑  van Parijs, p. 23.
18. ↑   La destinazione universale dei beni (PDF), in Una Pagina Classica, vol. 50, n. 3, Oikonomia, ottobre 2005.
19. ↑  Widerquist, p. 27.
20. ↑  Locke; Goldie, pp. 182-198.
21. ↑  (EN) Peter S. Menell, Intellectual Property: General Theories (PDF), in Encyclopedia of Law & Economics, III, Boudewijn Bouckaert and Gerrit de Geest, Cheltenham, Edward Elgar,  pp. 129-88.
22. ↑   William Fisher, "Theories of Intellectual Property" (PDF), in Harvard Law Review, n. 5, 1987.
23. ↑  (EN) Adam Mossoff, Why Intellectual Property Rights? A Lockean Justification, su Law & Liberty. URL consultato il 30 luglio 2022.
24. ↑  (EN) David Eastwood, Hodgskin, Thomas (1787–1869), economist, political theorist, and journalist, Oxford University Press, 23 settembre 2004, DOI:10.1093/ref:odnb/37556, ISBN 978-0-19-861412-8. URL consultato il 4 giugno 2022.
25. ↑  Menger, p. 51; pp. 55-65.
26. ↑   Pierre-Joseph Proudhon, III, in What is Property?, 1840  [1840],  § 5.
27. ↑  Tucker, Part II. Money and Interest. Capital’s Claim to Increase.
28. ↑  (EN) John Locke Against Freedom, su jacobin.com. URL consultato il 20 settembre 2022.
29. ↑  Ellerman, pp. 19-28.
30. ↑  Nozick, pp. 164-240.
31. ↑  Rousseau, p. 59; pp. 72-73.
32. ↑   Proprieta in "Enciclopedia delle scienze sociali", su www.treccani.it. URL consultato il 30 luglio 2022.
33. ↑   Jeremy Waldron, Two Worries About Mixing One's Labour, in The Philosophical Quarterly, vol. 33, n. 130, 1º gennaio 1983,  pp. 37-44, DOI:10.2307/2219202. URL consultato il 6 giugno 2022.

### Libri
- Norberto Bobbio, Locke e il diritto naturale, a cura di Gaetano Pecora, collana Bobbiana Opere di Norberto Bobbio per l'Università, collana diretta da Tommaso Greco, Torino, G. Giappichelli Editore, 2017, ISBN 978-88-921-0945-2.
- John Locke, Due trattati sul governo (PDF), a cura di Brunella Casalini, collana Methexis, traduzione di Brunella Casalini, collana diretta da Maria Chiara Pievatolo, Pisa, PLUS - Pisana Libraria Universitatis Studiorum s.c.r.l., 2007  [1689], ISBN 978-978-88-8492-7.
- Jean-Jacques Rousseau, Discorso sopra l’origine ed i fondamenti della ineguaglianza fra gli uomini (PDF), traduzione di Niccolò Rota, Venezia, dalla tipografia di Antonio Curti presso Giustino Pasquali Q. Mario, 1797  [1755].
- Robert Nozick, Anarchia, Stato e utopia, a cura di Sebastiano Maffettone, collana La cultura, traduzione di Giampaolo Ferranti, Il Saggiatore, 2000  [1974], ISBN 88-428-0765-6.
- (EN) Karl Widerquist e Grant S. McCall, Prehistoric Myths in Modern Political Philosophy (PDF), Edimburgo, Edinburgh University Press Ltd, 2017, ISBN 978-0-7486-7867-9.
- (EN) Anton Menger, The Right to the Whole Produce of Labour: The Origin and Development of the Theory of Labour's Claim to the Whole Product of Industry (PDF), traduzione di M. E. Tanner, New York, The Macmillan Company, 1899, DOI:10.2307/2956815.
- (EN) Thomas Hodgskin, Labour Defended against the Claims of Capital (PDF), Londra, The Labour Publishing Company Ltd., 1922  [1825].
- (EN) Thomas Hodgskin, The Natural and Artificial Right of Property Contrasted (PDF), Londra, B. Steil, Paternoster Row, 1832.
- (EN) William Thompson, Labor Rewarded (PDF), Londra, 1827.
- (EN) Benjamin R. Tucker, Instead Of A Book, By A Man Too Busy To Write One, Elibron Classics, 2005  [1897], ISBN 1-4021-9845-0.
- Pierre-Joseph Proudhon, La proprietà (PDF), a cura di Klitsche De La Grange, traduzione di Klitsche De La Grange, Roma, O. E. T. - Bottega dell'Antiquario, 2011  [1886].
- (FR) Philippe van Parijs, Quest-ce quune societé juste, Parigi, Seuil, 1991, ISBN 2-02-013116-1.
- Crawford Brough Macpherson, Libertà e proprietà alle origini del pensiero borghese: la teoria dell’individualismo possessivo da Hobbes a Locke, Milano, ISEDI, 1973.
- (EN) James Tully, A Discourse on Property. John Locke and its Adversaries, Cambridge University Press, 1983, ISBN 978-0521271400.
- (EN) Ellen Meiksins Wood, The origin of capitalism: a longer view., Londra, 1999, ISBN 978-1-78663-068-1.
- (EN) Alan John Simmons, The Lockean Theory of Rights, Princeton University Press, 25 luglio 1994  [1992], ISBN 9780691037813.
- (EN) Howard Zinn, A People's History of The United States, Taylor & Francis, 2015  [1994], ISBN 9781317325307.
- (EN) Karl Widerquist, The Problem of Property – Taking the Freedom of Nonowners Seriously, Springer International Publishing, 2023, ISBN 9783031219481.
- (EN) John Locke, An Essay on the Poor Law, in Mark Goldie (a cura di), Locke: Political Essays, Cambridge University Press, 1997, ISBN 9780521478618.

### Pubblicazioni
- (EN) Lawrence C. Becker, The Labor Theory of Property Acquisition, in The Journal of Philosophy, vol. 73, n. 18, 1º giugno 1977, DOI:10.2307/2025823.
- (EN) Eric Mack, The Natural Right of Property, in Social Philosophy and Policy, vol. 27, n. 1, 4 gennaio 2010, DOI:10.1017/S0265052509990033.
- (EN) David Ellerman, The Labour Theory of Property and Marginal Productivity Theory, in Economic Thought, vol. 5, n. 1, World Economics Association, 2016.